# Geranium knuthianum
Geranium knuthianum là một loài thực vật có hoa trong họ Mỏ hạc. Loài này được J.F.Macbr. mô tả khoa học đầu tiên năm 1934.